# Tetrablemmidae
Tetrablemmidae O.P.-Cambridge, 1873 è una famiglia di ragni appartenente all'infraordine Araneomorphae.

## Etimologia
Il nome deriva dal greco τὲτρα-, tètra-, prefisso che indica quattro, quadruplice e βλέμμα, cioè vista, occhi, per la disposizione del pattern oculare, ed il suffisso -idae, che designa l'appartenenza ad una famiglia.

## Caratteristiche
Detti anche ragni blindati per la loro forma tozza, hanno quattro occhi distribuiti in fila, da cui il nome. Gli appartenenti al genere Paculla, inserito in questa famiglia nel 1981, sono da 4 a 5 volte più grandi degli altri Tetrablemmidae. Il pattern oculare del genere Tetrablemma in alcune specie ricorda come struttura quello dei Caponiidae.

## Comportamento
I loro habitat preferiti sono le piante epifite della foresta o del sottobosco. Alcune specie sono troglobie e manifestano la variazioni dovute all'adattamento a questo ambiente: diminuzione del potere visivo, perdita di occhi e debole sclerotizzazione dell'opistosoma. Questi ragni, piuttosto difficili da rinvenire, non sembrano costruire tele.

## Distribuzione
Sono diffusi principalmente nell'Asia sudorientale, solo alcune specie in America meridionale e in Africa centrale.

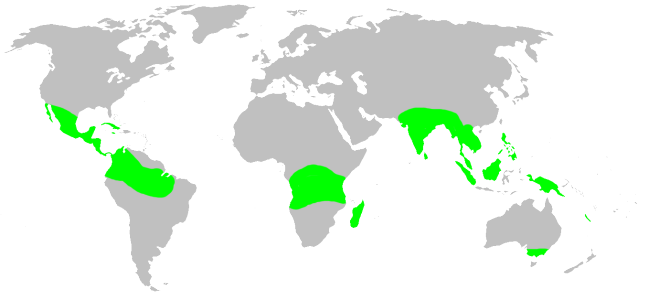
Tetrablemmidae, distribuzione

## Tassonomia
Attualmente, a novembre 2020, si compone di 27 generi e 145 specie:
1. Ablemma Roewer, 1963 - Asia sudorientale
2. Afroblemma Lehtinen, 1981 - Africa
3. Anansia Lehtinen, 1981 - Africa
4. Bacillemma Deeleman-Reinhold, 1993 - Thailandia
5. Borneomma Deeleman-Reinhold, 1980 - Borneo
6. Brignoliella Shear, 1978 - Asia sudorientale
7. Caraimatta Lehtinen, 1981 - America centrale
8. Choiroblemma Bourne, 1980 - India
9. Cuangoblemma Brignoli, 1974 - Angola
10. Fallablemma Shear, 1978 - Isole Samoa, Celebes
11. Gunasekara Lehtinen, 1981 - Sri Lanka
12. Hexablemma Berland, 1920 - Kenya
13. Indicoblemma Bourne, 1980 - Thailandia, India
14. Lehtinenia Tong & Li, 2008 - Thailandia, India
15. Maijana Lehtinen, 1981 - Giava
16. Mariblemma Lehtinen, 1981 - Isole Seychelles
17. Matta Crosby, 1934 - Brasile, Messico
18. Micromatta Lehtinen, 1981 - Belize
19. Monoblemma Gertsch, 1941 - Brasile, Colombia, Panama
20. Pahanga Shear, 1979 - Asia sudorientale
21. Rhinoblemma Lehtinen, 1981 - Isole Caroline
22. Shearella Lehtinen, 1981 - Madagascar, Sri Lanka
23. Sinamma Lin & Li, 2014 - Cina
24. Singalangia Lehtinen, 1981 - Sumatra
25. Singaporemma Shear, 1978 - Vietnam, Singapore
26. Sulaimania Lehtinen, 1981 - Malaysia
27. Tetrablemma O. P-Cambridge, 1873 - Asia sudorientale, Africa, Micronesia

## Generi trasferiti
1. Lamania Lehtinen, 1981[2] - Asia sudorientale
2. Paculla Simon, 1887[2] - Asia sudorientale
3. Perania Thorell, 1890[2] - Asia sudorientale
4. Sabahya Deeleman-Reinhold, 1980[2] - Borneo